# Pikalj
Pikalj este un sat din municipiul Podgorica, Muntenegru. Conform datelor de la recensământul din 2003, localitatea are 83 de locuitori (la recensământul din 1991 erau 189 de locuitori).

## Demografie
În satul Pikalj locuiesc 63 de persoane adulte, iar vârsta medie a populației este de 35,6 de ani (36,9 la bărbați și 33,9 la femei). Satul este format din 18 gospodării, cu o mărime medie a gospodăriilor de aproximativ 4,61 persoane.
|  |

| Demografie | Demografie | Demografie |
| An         | Locuitori  | Locuitori  |
| ---------- | ---------- | ---------- |
|            |            |            |
|            |            |            |
|            |            |            |
|            |            |            |
| 1948       | 236        |            |
| 1953       | 268        |            |
| 1961       | 287        |            |
| 1971       | 296        |            |
| 1981       | 273        |            |
| 1991       | 189        | 142        |
| 2003       | 119        | 83         |

| \| Componența etnică conform recensământului din 2003[2] \| Componența etnică conform recensământului din 2003[2] \| Componența etnică conform recensământului din 2003[2] \| Componența etnică conform recensământului din 2003[2] \| Componența etnică conform recensământului din 2003[2] \| \| ----------------------------------------------------- \| ----------------------------------------------------- \| ----------------------------------------------------- \| ----------------------------------------------------- \| ----------------------------------------------------- \| \| \| \| \| \| \| \| Albanezi \| Albanezi \| \| 82 \| 98,79% \| \| necunoscută \| necunoscută \| \| 1 \| 1,2% \| |             |  |    |        |
| Componența etnică conform recensământului din 2003 |             |  |    |        |
| |             |  |    |        |
| Albanezi | Albanezi    |  | 82 | 98,79% |
| necunoscută | necunoscută |  | 1  | 1,2%   |